# Semyon Lavotchkin
Semyon Alekseyevich Lavotchkin (em russo:  Семён Алексе́евич Ла́вочкин; 11 de setembro de 1900, Smolensk - 9 de junho de 1960 Karaganda), foi um engenheiro aeroespacial soviético, projetista de aeronaves que fundou a Lavotchkin. Muitos de seus projetos de aviões de caça foram produzidos em larga escala para as forças armadas soviéticas durante a Segunda Guerra Mundial.

## Biografia
Lavotchkin nasceu em uma família de professores judeus em Smolensk. Após sua graduação em 1918, alistou-se no Exército Vermelho e serviu na infantaria durante a Guerra Civil Russa. Em 1920, começou os estudos na Universidade Técnica Estatal Bauman de Moscou, graduando em 1927. Ele serviu então por dois anos como estagiário no departamento de projetos do TsAGI sob a liderança de Andrei Tupolev, onde assistiu no projeto do bombardeiro pesado Tupolev TB-3. Enquanto no TsAGI, alguns de seus colegas foram o projetista de hidroaviões francês Paul Richard, além de Mikhail Gurevich e Nikolay Kamov. 
No início da década de 1930, foi transferido para o Escritório de Projetos Central, onde foi alocado para trabalhar em aeronaves estratosféricas, balões e cabines pressurizadas. Entretanto, ele tornou-se cada vez mais interessado no projeto de aeronaves de caça, partindo para o escritório de Dmitry Pavlovich Grigorovich, quem ele ajudou no desenvolvimento do caça Grigorovich I-Z.
Em 1938, após experiências em combate na Guerra Civil Espanhola e nas Batalhas de Khalkhin Gol contra os japoneses, ficou claro que os projetos de caças soviéticos estavam atrás dos padrões internacionais. Lavotchkin estabeleceu então seu próprio escritório em 1939. Iniciando com o LaGG-1, produziu milhares de caças que formaram a espinha dorsal da Força Aérea Soviética durante a Segunda Guerra Mundial. Ele ficou especialmente conhecido pelos caças La-5 e La-7, que estão dentre os melhores caças soviéticos desta guerra. O melhor ás dos aliados, Ivan Kozhedub, derrubou 62 aeronaves da Luftwaffe, voando em caças projetados por Lavotchkin. De 1941 a 1945, mais de 22.000 caças Lavotchkin foram produzidos.
Entretanto, a sorte de Lavotchkin foi diminuindo após a guerra. Seus La-9 e La-11 foram os últimos caças com motor a pistão em serviço soviético, sendo pouco tempo depois substituídos por aviões a jato. Apesar de continuar a ser pioneiro em sua área de trabalho (o La-176 foi a primeira aeronave supersônica soviética), suas aeronaves frequentemente ficavam em segundo lugar em competições contra outros escritórios de projeto, notadamente contra o de Artem Mikoyan.
No fim da Segunda Guerra Mundial, a competição em aeronaves motorizadas a jato na União Soviética empurrou Lavotchkin para desenvolver sistemas de foguetes. O resultado da decisão foi o S-75 Dvina e o Burya. O LA-350 (Burya) é notável por ser o primeiro no mundo a usar titânio e um sistema de refrigeração utilizando o fluxo reverso do propelente.
Após sua morte, devido a um enfarte agudo do miocárdio durante o teste de um sistema de defesa antiaérea na República Socialista Soviética Cazaque, com uma idade de 59 anos, o foco do escritório alterou-se para mísseis terra-ar (mais notavelmente o SA-2 Guideline) e projetos espaciais. 
Em 1944, Lavotchkin recebeu a honorária patente de Major-General do Serviço Técnico/Engenharia. De 1950 a 1958, serviu também como deputado do Soviete Supremo da União Soviética. Além disso, foi acadêmico da Academia de Ciências da URSS em 1958. Faleceu em 1960, sendo enterrado no Cemitério Novodevichy.

## Prêmios e Honras
- Herói do Trabalho Socialista, duas vezes (1943[7] e 1956)
- Prêmio Estatal da URSS;
  - 1ª classe (1941, 1946 e 1948)
  - 2ª classe (1943)
- Ordem de Lenin, três vezes
- Ordem do Estandarte Vermelho
- Ordem de Suvorov 1ª e 2ª classes
- Medalha por Serviço em Combate